# Mellicta deioneformis
Mellicta deioneformis är en fjärilsart som beskrevs av Ruggero Verity 1914. Mellicta deioneformis ingår i släktet Mellicta och familjen praktfjärilar. Inga underarter finns listade i Catalogue of Life.